# Catacao (jezična porodica)
Catacaoan (katakáoan, Catacaoana), jezična porodica američkih Indijanaca koja obuhvaća jezike Indijanaca Katakao ili (Catacáo) i Kolán (Colán) iz Piure, Peru. Prema jednoj klasifikaciji ova porodica pripada Velikoj porodici Macro-Chibchan, a po drugima u veliku porodicu Andean (Andino).

## Vanjske poveznice
- Familia de lenguas Katakáoan